# Patkós bíbic
A patkós  bíbic vagy ezüst bíbic (Vanellus armatus) a madarak osztályának  lilealakúak (Charadriiformes) rendjébe, ezen belül a lilefélék (Charadriidae) családjába tartozó faj.

## Rendszerezése
A fajt William John Burchell angol zoológus írta le 1822-ben, a Charadrius nembe Charadrius armatus néven. Sorolják a Hoplopterus nembe Hoplopterus armatus néven is.

## Előfordulása
Afrika déli részén honos. Természetes élőhelyei a tavak, folyók, patakok, szezonálisan elárasztott mezőgazdasági földterületek, tengerpartok és füves puszták. Állandó, nem vonuló faj.

## Megjelenése
Testhossza 31 centiméter, testtömege 114-213 gramm. Feltűnő, jól rejtőzködő, de harcias madarak.
|  |  |

## Életmódja
A sekély vízben keresgéli rovarokból, férgekből, rákfélékből és puhatestűekből álló táplálékát.

## Szaporodása
A talajra rakja kavicsokból és növényi anyagokból készített fészkét. Nagy hőségben tojó kiterjesztett szárnnyal árnyékolva védi a tojásokat a túlhevüléstől.
|  |  |  |

## Természetvédelmi helyzete
Az elterjedési területe rendkívül nagy, egyedszáma pedig növekszik. A Természetvédelmi Világszövetség Vörös listáján nem fenyegetett fajként szerepel.